# 대니 바라노스키
대니 바라노스키(영어: Danny Baranowsky)는 미국의 전자 음악 작곡가이다. 독립 영화와 인디 게임의 음악을 주로 작업하며 예명은 대니 B(Danny B) 혹은 그가 운영하는 회사명 dB 사운드웍스(dB Soundworks)를 사용한다. 그가 담당한 대표적인 작품들로 《카나발트》, 《슈퍼 미트 보이》, 《아이작의 번제》, 《크립트 오브 더 네크로댄서》가 있다.

## 경력
바라노스키는 2001년 온라인 게임 음악 리믹스 동호회인 오버클럭드 리믹스의 일원이 되면서 비디오 게임 음악 작곡을 시작했다. 당시 바라노스키는 영화 음악에 관심을 두고 있었다.

## 작품

### 음반
| 제목            | 상세 설명                                                                   |
| --------------- | --------------------------------------------------------------------------- |
| 〈dannyBsides〉 | - 출시일: 2017년 12월 1일 - 레이블: 없음 (자비출판) - 포맷: 디지털 다운로드 |

### 사운드트랙
| 연도                                 | 제목                                        | 종류        | 비고                            |
| ------------------------------------ | ------------------------------------------- | ----------- | ------------------------------- |
| 2009                                 | 코텍스 커맨드                               | 비디오 게임 | dBSoundworks라는 이름으로 표기. |
| 2010                                 | 카나발트                                    | 비디오 게임 |                                 |
| 2010                                 | 그래비티 훅 HD                              | 비디오 게임 |                                 |
| 2010                                 | 그래비티 훅                                 | 비디오 게임 |                                 |
| 2010                                 | Once Upon A Pixel – KOOPA                   | 웹 시리즈   |                                 |
| 2010                                 | GLORG                                       | 비디오 게임 |                                 |
| 2010                                 | 슈퍼 미트 보이                              | 비디오 게임 |                                 |
| 2010                                 | Das Cube                                    | 비디오 게임 |                                 |
| 2010                                 | Hey Ash, Whatcha Playin'? (Season 2 Finale) | 웹 시리즈   |                                 |
| 2010                                 | 스팀버즈                                    | 비디오 게임 |                                 |
| 2010                                 | Anthony Saves the World                     | 웹 시리즈   |                                 |
| 2010                                 | Blush                                       | 비디오 게임 |                                 |
| 2010                                 | Time Donkey                                 | 비디오 게임 |                                 |
| 2011 'Friday (Lost NES Game Version) |                                             | 비디오 게임 |                                 |
| Singularity Collapse                 | 단편 영화                                   |             |                                 |
| 아이작의 번제                        | 비디오 게임                                 |             |                                 |
| 동굴 이야기 3D                       | 비디오 게임                                 |             |                                 |
| 슈퍼 미트 보이 (스페셜 에디션)       | 비디오 게임                                 |             |                                 |
| 2012                                 | Parallax                                    | 단편 영화   |                                 |
| 2012                                 | AVGM (Blooba Doop Scooba)                   | 비디오 게임 |                                 |
| 2013                                 | The Adventures of Dash                      | 비디오 게임 |                                 |
| 2013                                 | Desktop Dungeons                            | 비디오 게임 | 그랜트 커크호프와 공동작업.     |
| 2015                                 | 크립트 오브 더 네크로댄서                   | 비디오 게임 |                                 |
| 2016                                 | ROCKY                                       | 비디오 게임 |                                 |
| 2017                                 | 크립트 오브 더 네크로댄서: 앰플리파이드     | 비디오 게임 | DLC 컨텐츠.                     |
| 2019                                 | 케이던스 오브 하이랄                        | 비디오 게임 |                                 |